# Lorena Bocanegra
Lorena Bocanegra Sánchez (Sevilla, 4 de mayo de 1993) es una jugadora de fútbol sala y exfutbolista española que jugó principalmente como centrocampista.

## Carrera deportiva

### Fútbol
Bocanegra jugó en el Sevilla F.C., Sporting Club de Huelva y Carmelitas durante su carrera futbolística. Comenzó a jugar al fútbol a la edad de seis años. A los 18 años fue invitada a entrenar con la selección española sub-19 femenina en la Ciudad del Fútbol de Las Rozas.

### Fútbol sala
Città di Sora e Ceprano, jugando en el nivel más alto de Italia, fue el primer club de fútbol sala en el que jugó Bocanegra. Si bien se le proporcionó alojamiento y comidas, la falta de un contrato formal hizo que renunciase y fichó por el club español de fútbol sala Guadalcacín, que jugaba en la Primera División femenina de fútbol sala, el nivel más alto de fútbol sala femenino en el país. Bocanegra, que en ese momento era capitana del club, tuvo que someterse a una cirugía después de lesionarse la rodilla en la jornada inaugural de la temporada 2018-19, lo que posteriormente la hizo perderse la mayor parte de los partidos. En julio de 2019, tras el descenso del club a Segunda división, renovó contrato con el Guadalcacín. Polideportivo Cádiz, en enero de 2021, presentó una denuncia ante la Real Federación Española de Fútbol porque Bocanegra participó en un partido el 3 de enero, a pesar de no estar debidamente inscrito para jugar en dicho evento. Guadalcacín tenía diez días para responder a la denuncia.

## Vida personal
La pareja de Bocanegra, Desiré López, natural de Málaga, es también jugadora de fútbol sala. Se conocieron mientras Bocanegra jugaba en el Sporting de Huelva y López en el Atlético Torcal de Málaga. Bocanegra le propuso matrimonio a López tras un partido de fútbol sala en marzo de 2018. El gesto lo realizó frente a compañeros y familiares de las jugadoras.